# 에어발틱
에어발틱(영어: AirBaltic)은 유럽의 라트비아의 수도 리가에 본사를 두고 있는 항공사로 허브 공항은 리가 국제공항이 있다.

## 역사
1995년 라트비아 정부와 스칸디나비아 항공과 합작으로 발트 항공(영어: Baltic Airlines)으로 설립 했으며 샤브 340 기종을 도입했다. 1999년에 샤브 340 기종을 퇴역시킨 대신 포커 70 기종을 도입했다. 같은 해 유럽항공 운항기준(영어: European Aviation Operating Standards)을 준수하기 시작했다. 2004년에 현재의 사명으로 변경했고 2006년에 보잉 737-300 기종을 도입했다. 2007년 7월에 발트해 국가 중에서 최초로 온라인 체크인 시스템을 시작했다.

## 운항 노선
- 2019년 10월 기준으로 에어발틱은 다음과 같은 노선을 운항하고 있다.

### 코드쉐어 협정
- 에어발틱은 다음과 같은 항공사에 코드쉐어 협정을 체결하고 있다.[1]

| - KLM (스카이팀) - LOT 폴란드 항공 (스타 얼라이언스) - TAP 포르투갈 (스타 얼라이언스) - TAROM (스카이팀) - 벨라비아 항공 - 브뤼셀 항공 (스타 얼라이언스) - 스칸디나비아 항공 (스카이팀) - 아에로플로트 (스카이팀) - 아제르바이잔 항공 - 에게 항공 (스타 얼라이언스) | - 에어 몰타 - 에어 세르비아 - 에어 프랑스 (스카이팀) - 에티하드 항공 - 영국항공 (원월드) - 오스트리아 항공 (스타 얼라이언스) - 우즈베키스탄 항공 - 우크라이나 국제항공 - 이베리아 항공 (원월드) - 조지아 항공 |  |

### 인터라인 협정
- 에어발틱은 다음과 같은 항공사에 인터라인 협정을 체결하고 있다.[1]

| - APG 항공 - S7 항공 (원월드) - 대한항공 (스카이팀) - 델타 항공 (스카이팀) - 루프트한자 (스타 얼라이언스) - 룩스에어 - 불가리아 항공 - 아이슬란드 항공 - 아틀란틱 항공 - 에미레이트 항공 | - 에어 돌로미티 - 에어 아스타나 - 에어 유로파 (스카이팀) - 에어 캐나다 (스타 얼라이언스) - 엘알 이스라엘 항공 - 유나이티드 항공 (스타 얼라이언스) - 유테이르 항공 - 위데뢰에 항공 - 중국국제항공 (스타 얼라이언스) - 중국남방항공 | - 중화항공 (스카이팀) - 카타르 항공 (원월드) - 콘도르 항공 - 크로아티아 항공 (스타 얼라이언스) - 타이 항공 (스타 얼라이언스) - 터키항공 (스타 얼라이언스) - 한 에어 |  |

## 보유 기종
- 2025년 1월 기준으로 에어발틱은 다음과 같은 기종을 보유하고 있으며 평균 기령은 14.3년이다.[2]